# Barnaszélű zöldaraszoló
A barnaszélű zöldaraszoló (Chlorissa cloraria) a rovarok (Insecta) osztályának lepkék (Lepidoptera) rendjébe, ezen belül az araszolók (Geometridae) családjába tartozó faj.

## Előfordulása
A barnaszélű zöldaraszoló előfordulási területe Európa középső és déli részei. Írországból, az Egyesült Királyságból, Hollandiából, Dániából, Skandinávából, Finnországból, Észtországból és Oroszország északi részéről hiányzik.

## Megjelenése
A lepke szárnyfesztávolsága 18-20 milliméter. Zöldesszürke színű, több fehér keresztcsíkozással.

## Életmódja
Az imágó májustól júniusig repül. A hernyó pedig júniustól szeptemberig látható. A hernyó számos növényfajjal táplálkozik, lehet az fa vagy lágy szárú. Főbb tápnövényei azonban az európai mogyoró (Corylus avellana) és a galagonya-fajok (Crataegus).

## Fordítás
- Ez a szócikk részben vagy egészben  a   Chlorissa cloraria című angol Wikipédia-szócikk ezen változatának fordításán alapul.  Az eredeti cikk szerkesztőit annak laptörténete sorolja fel. Ez a jelzés csupán a megfogalmazás eredetét és a szerzői jogokat jelzi, nem szolgál a cikkben szereplő információk forrásmegjelöléseként.